# Virus cúm A/H2N3
Virus cúm A H2N3 là một phân nhóm của virut cúm A. Tên của nó bắt nguồn từ các dạng của hai loại protein trên bề mặt vỏ bọc của nó, hemagglutinin (H) và neuraminidase (N). Virus H2N3 có thể lây nhiễm cho chim và động vật có vú.

## Tổng quan
Theo nghiên cứu được công bố bởi Viện Y tế Quốc gia Hoa Kỳ, virut H2N3 tái tổ hợp ba phân lập từ lợn bệnh ở Hoa Kỳ năm 2006 là tác nhân gây bệnh cho một số động vật có vú mà không thích nghi trước và truyền giữa lợn và chồn. Sự thích nghi, trong H2 hemagglutinin có nguồn gốc từ một loại virus gia cầm, bao gồm khả năng liên kết với thụ thể của động vật có vú, một điều kiện tiên quyết quan trọng đối với nhiễm trùng của động vật có vú, đặc biệt là con người, gây ra mối lo ngại lớn cho sức khỏe cộng đồng. Các nhà nghiên cứu đã điều tra khả năng gây bệnh của lợn H2N3 ở khỉ Cynomolgus, một mô hình thay thế cho nhiễm cúm ở người. Trái ngược với virut H2N2 ở người, đóng vai trò kiểm soát và phần lớn gây ra viêm phổi nhẹ tương tự như virut cúm A theo mùa, virut H2N3 ở lợn gây bệnh nhiều hơn gây viêm phổi nặng ở các loài linh trưởng không phải người. Cả hai loại virus được sao chép trong toàn bộ đường hô hấp, nhưng chỉ có thể phân lập được H2N3 từ mô phổi vào ngày thứ 6 sau khi nhiễm bệnh. Tất cả các động vật đã loại bỏ nhiễm trùng trong khi khỉ bị nhiễm H2N3 ở lợn vẫn có biểu hiện thay đổi bệnh lý cho thấy viêm phổi mạn tính vào ngày thứ 14 sau nhiễm trùng. Virus lợn H2N3 cũng được phát hiện với các chất chuẩn độ cao hơn đáng kể trong chất nhầy mũi và miệng cho thấy khả năng lây truyền từ động vật sang động vật. Nồng độ trong huyết tương của Interleukin 6 (IL-6), Interleukin 8, protein hóa trị đơn bào-1 và Interferon-gamma đã tăng đáng kể ở lợn H2N3 so với các động vật bị nhiễm H2N2 ở người hỗ trợ cho khái niệm tăng IL-6 ở người, cho thấy có nhiễm cúm nặng. Các nhà nghiên cứu kết luận virus H2N3 ở lợn là mối đe dọa đối với con người có khả năng gây ra một ổ dịch lớn hơn trong quần thể miễn dịch hoặc miễn dịch một phần. Hơn nữa, các nỗ lực giám sát trong quần thể lợn nuôi cần phải trở thành một phần không thể thiếu của bất kỳ sự chuẩn bị chống dịch cúm và đại dịch cúm nào.